# Сліпак буковинський
Сліпак буковинський (Spalax graecus) — вид роду сліпак (Spalax) родини сліпакові (Spalacidae). Поширення: Україна, Румунія, Молдова. Раритетний вид, занесений до Червоної книги України та ряду інших природоохоронних документів.

## Історія таксономії
Раніше вид часто плутали з іншими видами сліпаків, і у працях до 1960-65 років його звичайно не відрізняли він інших видів. Через це у більшості праць першої половини і середини XX ст. вид позначали назвами інших видів сліпаків: сліпака «звичайного» (Spalax microphthalmus), сліпака подільського (Spalax podolicus) (= zemni) і навіть сліпця понтичного (Nannospalax leucodon).

## Опис і поширення
Трохи менший за сліпака подільського (Spalax zemni), а забарвлення хутра темніше. Довжина голови й тулуба становить від 217 до 280 мм, а вага від 415 до 700 г. Хвоста немає. Волосяний покрив м'який і довгий, зверху має жовто-коричневе забарвлення, а знизу сіре або сіро-коричневе. 2n=62.
Зустрічаються у південно-західній Україні. Живуть на схилах гір, іноді на сіножатях і посівах багаторічних трав.

## Охорона
На більшій частині ареалу стан природних популяцій виду залишається загрозливим. Саме тому він, згідно Червоного списку МСОП, отримав охоронну категорію «вразливий вид». У ряді регіонів спостерігається тенденція до зниження чисельності популяції виду. Тому сліпак буковинський занесений до Європейського Червоного списку (охоронна категорія: вразливий вид),  Резолюції 6 Бернської конвенції, для яких Україна створює Смарагдову мережу, а також до Додатку ІІ цієї ж конвенції (охоронна категорія: види фауни, що підлягають особливій охороні).
Вид занесений до всіх видань Червоної книги України (1980, 1994, 2009, 2021) (охоронна категорія: «недостатньо відомий вид»). Місцеве населення вважає вид безумовно шкідливим. Попри це, вид є обмежено поширеним і вже за цим критерієм заслуговує на охорону.